# Norbert Morandière
Norbert Morandière   (Alger, 20 de febrer de 1946 - Angulema, 1 de gener de 2021) mes conegut per Norma, és un dibuixant de còmics francès.

## Biografia
Norbert Morandière va començar l'any 1971 al fanzine Falatoff on va utilitzar el pseudònim de Marcus durant un any, abans d'escollir Norma. Norma és principalment conegut per haver dibuixat Capitaine Apache durant molt de temps, una sèrie per a nens escrita per Roger Lécureux i que apareix a Pif Gadget. A partir de la dècada dels 90 es va recórrer al còmic històric amb sèries preeditades a la revista Vécu d'edicions Glénat, com Les Souvenirs de la pendule i Pieter Hoorn, o Saïto de Soleil Productions.
Va morir l'1 de gener de 2021 a Angoulême.

## Àlbums
- Capitaine Apache (guio de Roger Lécureux)
- Capitaine Apache (Vaillant, 1980)
- L’Enfance d'un guerrier (Vaillant, 1980)
- Fils contre père (Vaillant, 1981)
- Un papoose de ton âge (Vaillant, 1981)
  - Sang pour sang (Messidor, 1986)
  - Capitaine Apache T.1 (Soleil, 1995)
  - Capitaine Apache T.2 (Soleil, 1995)
- Les Souvenirs de la pendule (guio de Patrick Cothias, Glénat)

1. Schönbrunn (1989)
2. L’Étrangère (1989)
3. La Vie de château (1990)

- Hazel &amp; Ogan (guió de Bosse )

1. L’Épée de foudre (Blanco, 1989)
2. Le Pays des trolls (Blanco, 1991)
3. Moonwulf (Soleil, 1994)

- Pieter Hoorn (guió de Frank Giroud, Glénat )

1. La Passe des cyclopes (1991)
2. Les Rivages trompeurs (1992)
3. La Baie des Français (1994)

- Saïto (guió de François Corteggiani, Soleil)

1. La Nuit du Oni (1993)
2. La Lune rouge (1994)
3. La Griffe et le Sabre (1995)

- Le Bossu (guió de François Corteggiani basat en Paul Féval, Glénat, 1997)
- Ener (guió de Jacques-René Martin, publicat per Devry)

1. El secret del temple de Salomó (1999)

- Rochefort, un voyage dans le temps (La Séguinière, 2001)
- Les Aventures imaginaires de Victor Hugo (guió de Jacques Labib, L'Atelier )

1. On a volé Les Misérables ! (2003)

- Agatha Christie en bande dessinée (Emmanuel Proust)

1. L'Affaire Protheroe (2005)

- À 18 ans sous les balles au Vercors (Éditions du Signe, 2007)